# Julius von Grawert
Julius August Reinhold von Grawert (né le 28 décembre 1746 à Königsberg et mort le 18 septembre 1821 à Oberthalheim/Landeck) est un général d'infanterie prussien.

## Biographie

### Origine
Julius est le fils de Johann Benjamin von Grawert (1709-1759) et de sa femme Christiane Sophie, née von Schollenstern (1717-1796).

### Carrière militaire
Grawert s'engage le 1er mai 1759 comme caporal privé dans le 31e régiment d'infanterie "von Tauentzien" de l'armée prussienne. En tant que commandant du 21e régiment d'infanterie "Duc de Brunswick" et capitaine d'office de Wetter dans le comté de La Marck, Grawert reçoit le 27 mai 1789 l'ordre Pour le Mérite. Grawert est membre de la Société militaire. Après avoir été nommé lieutenant-général le 20 mai 1805, il occupe à partir du 1er août 1807 le poste de général commandant en Silésie et gouverneur de cette province. C'est à ce poste que le roi Frédéric-Guillaume III le fait chevalier de l'ordre de l'Aigle noir le 9 septembre 1810.
Le 24 mars 1812, il est promu général d'infanterie. En tant que tel, il occupe le commandement suprême du corps auxiliaire prussien pendant la campagne de Russie de Napoléon en 1812. La même année, il est remplacé par le général Yorck pour cause de maladie. Il se retire dans sa propriété de campagne près de la ville thermale de Bad Landeck dans l'arrondissement d'Habelschwerdt, où Grawert est mis à la retraite définitive le 24 mars 1820 avec une pension annuelle de 4.000 thalers.
Grawert est actif dans la science militaire et, en plus d'un grand nombre de cartes et de plans, créé également un traité sur la bataille de Pirmasens en 1793.

### Famille
Grawert est marié depuis 1776 à Franziska Elisabeth baronne von Chlum (1745-1825), dont la pierre tombale est conservée sur le mur du cimetière de Bad Landeck.

## Travaux
- Ausführliche Beschreibung Der Schlacht Bei Pirmasenz, Den 14. September 1793 In Drei Abschnitten, Nebst Einem Bataillen-Plan Und Dazu Gehöriger General-Charte. Horvath, Potsdam 1796. Digitalisat